# Прикованная к постели
«Прикованная к постели» (фр. L’homme de chevet, международное название — Картахена (англ. Cartagena)) — французский кинофильм, снятый по роману Эрика Ольдера, где показана история любовных отношений между мужчиной-сиделкой и женщиной-инвалидом.

## Сюжет
Француз живёт в Колумбии. Прежде чемпион Европы по боксу, сейчас он медленно спивается. В Картахене многие ищут работу, ищет работу и Лео. Возможно, не только ради денег, а скорее потому, что хочет чувствовать себя нужным. В поисках работы он попадает в дом, в котором нужна сиделка для парализованной женщины. Волею судеб хозяйка дома Мюриэль, тоже француженка, попавшая в автокатастрофу в Колумбии, отвергла кандидатуры молодых женщин сиделок и остановила свой выбор на мужчине сомнительной внешности. Единственное его достоинство в том, что он умеет готовить. Но не это привлекло внимание Мюриэль. Несмотря на свои недостатки Лео обладает какой-то внутренней силой и спокойствием. В доме находится другая женщина, тоже сиделка, а на самом деле — преданная подруга Мюриэль, с которой Лео находит общий язык. Лусия объясняет Лео тонкости ухода за Мюриэль. Они поочередно ухаживают за парализованной женщиной. Мужчина терпеливо сносит скверный характер Мюриэль, понимая, как тяжело молодой, красивой, образованной женщине быть полностью обездвиженной.
Лео чувствует, что нужен в этом доме, этим двум, по-разному обездоленным женщинам, и постепенно к нему возвращается чувство собственного достоинства. Всеми силами он пытается бросить пить и даже заглядывает в спортивный зал к своему другу Родриго вспомнить прошлое, побоксировать. Друг предлагает ему подготовить к бою двух девушек. Одна из них молодая бездомная негритянка Лина, несколькими днями ранее пытавшаяся обворовать Лео на рынке. Он понимает, что профессиональная подготовка по боксу даст этой девушке шанс покончить с криминальным прошлым.
В фильме показано, как чутко Лео воспринимает чужую боль и страдания. Он пытается разнообразить меню Мюриэль, читает ей вслух любимые книги, хотя ему это нелегко. Та нежность, с которой он относится к Мюриэль, вызывает у неё ответное чувство. Когда Лео сильно избили в драке, и он не смог прийти к Мюриэль, она тоскует без него. Раньше никому не нужный, теперь он тесно связан с тремя такими разными женщинами, которым необходима его помощь. Лина напрасно ревнует Лео к Лусии, так как не знает, что между Мюриэль и Лео уже зародилось чувство глубокой привязанности друг к другу, вскоре переросшее в настоящую любовь. Он придумывает для любимой различные игры, которые помогают ей полнее ощутить жизнь. Несмотря на страх парализованной женщины, он переносит её в коляску и отвозит гулять в парк.
Подготовка Лины к бою закончена, и усилия Лео увенчались успехом — она победила. Выигранные 2.5 тыс. долларов помогут ей начать новую жизнь. Развязка фильма приближается. Мюриэль делится с Лео заветной мечтой — искупаться в море, хотя Лео не раз говорил, что не умеет плавать. Он берёт у Родриго машину и едет с любимой на побережье. Взяв Мюриэль на руки, он входит с ней в набегающие волны…

## В ролях
- Кристоф Ламбер — Лео
- Софи Марсо — Мюриэль
- Маргарита Роса де Франсиско — Лусия
- Линнетт Эрнандес Вальдес — Лина
- Родолфо де Соуза — Родриго
- Сальво Басиле — массажист[1]

## Саундтрек
L’Homme De Chevet, Florencia Di Concilio Soundtrack Songs 2009
1. Cartagena
2. La Chambre De Muriel
3. Li Libertad — Florencia Di Concilio & Joe Arroyo
4. Léo, Le Soir
5. Nouveau Départ
6. Très Discret
7. Le Jeu Des Parfums
8. Mara Paolo — Florencia Di Concilio & Joe Arroyo
9. La Bagarre
10. Bolivar
11. Il Ne Viendra Plus
12. Histoires Parallèles
13. La Plage
14. El Pescador — Florencia Di Concilio & Toto La Momposina
15. Jardin Botanique
16. Le Grand Match
17. Epilogue Et Fin (L’Océan)

## Награды
- Гран-при за лучший сценарий 2007 года.
- Фильм получил приз зрительских симпатий на фестивале в Ангулеме в 2009 году.